# Josef Josł Hurwic
Josef Josł (Jojzł) Hurwic (pot. Dziadek z Nowogródka, ur. 1848, zm. 1919) – żydowski myśliciel, przywódca jednego z naskrajniejszych odłamów musaryzmu.
Początkowo zajmował się prowadzeniem interesów, ale po zaznajomieniu się z Izraelem Lipkinem (Salanterem), poświęcił się pogłębianiu formacji religijnej (studiował w Kownie i w jesziwie w Słobódce). Po śmierci swojej żony na kilka lat odciął się od związków ze światem zewnętrznym i żył jak pustelnik w zamkniętym pokoju z dwoma otworami – jednym do podawania pożywienia mięsnego i drugim, na pożywienie mleczne. W 1896 założył w Nowogródku musarystyczną jesziwę, w której nauczał skrajnego zaufania do Boga i całkowitego pokładania w nim swojego losu. Uznawał bezwzględny prymat zdążania do doskonałości religijno-etycznej (m.in. wyrzeczenia się dóbr materialnych) nad studiowaniem Talmudu. Wprowadzał ćwiczenia duchowe osłabiające podatność uczniów na argumenty przeciwników. Modlił się m.in. o niepowodzenia swoich studentów w życiu, ponieważ uważał, że to pogłębi ich oddanie Bogu. Uczniowie nauczali w wytartych, starych ubraniach oraz uczyli się odporności na kpiny i śmieszność. Szczególny nacisk kładł na przyjmowanie prawdy wyłącznie w zgodzie z własnym, wewnętrznym oglądem świata i przekonaniem oraz nieuleganie presji mas. Otwierał liczne jesziwy na terenie Rosji, ale nie wahał się zamykać tych z nich, które uznał za nie spełniające jego kryteriów. Przed 1914 jesziwa nowogrodzka liczyła ponad trzystu studentów. W 1915 uciekł (wraz z uczniami) do Homla, unikając działań wojennych. Po Holokauście jesziwy hurwicowskie przetrwały w stanie szczątkowym i obecnie są bardzo nieliczne.